# Adenine (langage)
Adenine, du nom de la nucléobase adénine, est un langage de script développé par le MIT Computer Science And Artificial Intelligence Laboratory (CSAIL) en collaboration avec NTT dans le cadre du projet Haystack and Oxygen.
C'est peut-être le plus ancien exemple d'un langage de programmation homoïconique général de graphe (plutôt que liste / arbre)
Une caractéristique clé d'Adenine est que ce langage prend en charge nativement le RDF. Les constructions de langage d'Adenine sont basées sur Python et LISP. Le langage lui-même est mappé en RDF et peut d'une part être représenté et écrit avec différentes syntaxes basées sur RDF telles que N3, et d'autre part, il peut être développé comme RDF.

Adenine est un langage spécifique au domaine (DSL) en raison de sa spécialisation en RDF. Le système de type de données correspond à celui du schéma RDF et XML, mais peut en principe être étendu. En tant que langage de script, Adenine est indépendant de la plateforme.